# Ярове
Ярове́ (рос. Яровое) — місто (з 1993) в Алтайському краї, Росія.

## Географія
Місто розташоване в зоні Кулундинського степу на березі озера Велике Ярове за 15 км від кордону з Казахстаном. Відстані: до Барнаула — 480 км, до Новосибірська — 400 км, до Павлодару — 200 км. Площа території міста дорівнює 4438 га.

## Історія
- 1942 — початок будівництва Славгородського хімічного заводу.
- 1943 — зародження селища хіміків, евакуйованого в Алтайський край з Перекопу бромного заводу. Вважається роком заснування Ярового.
- 1944 — пуск заводу і ТЕЦ при ньому, початок випуску продукції.
- 1950 — 1958 роки — період становлення заводу та будівництво перших об'єктів соціально-побутового та культурного призначення.
- 1959 — створення Славгородського загальнобудівельного тресту.
- 1960 — 1980 роки — період розгорнутого будівництва заводу та селища.
- 1981 — нагородження заводу орденом Трудового Червоного Прапора.
- 1980 — 1990 роки — інтенсивне будівництво селища: забудова новими типами багатоповерхових будинків, закладка житлових кварталів «А», «Б», «В» зі школами, дитячими садами, магазинами, бібліотекою, басейном, спортивними спорудами, лікарнями.
- 30 березня 1993 — селище отримало статус міста крайового значення, раніше входило до складу Славгороду.
- 2000 — 2006 роки — відкриття міського музею, представництва Алтайського державного інституту культури при дитячій школі мистецтв, автостанції «Ярове», утвердження герба міста, проведення 5 крайових Дельфійських ігор.
- 2004 — на тлі триваючого занепаду містоутворюючого підприємства ВАТ «Алтайхімпром» починається інтенсивний розвиток курортних об'єктів у береговій зоні озера Велике Ярове силами приватних підприємців. Будуються пляжно-розважальні комплекси «Причал 42» та «Причал 22».
- 3 жовтня 2011 — початок процедури банкрутства ВАТ «Алтайхімпром»[1].

## Економіка
Промисловість

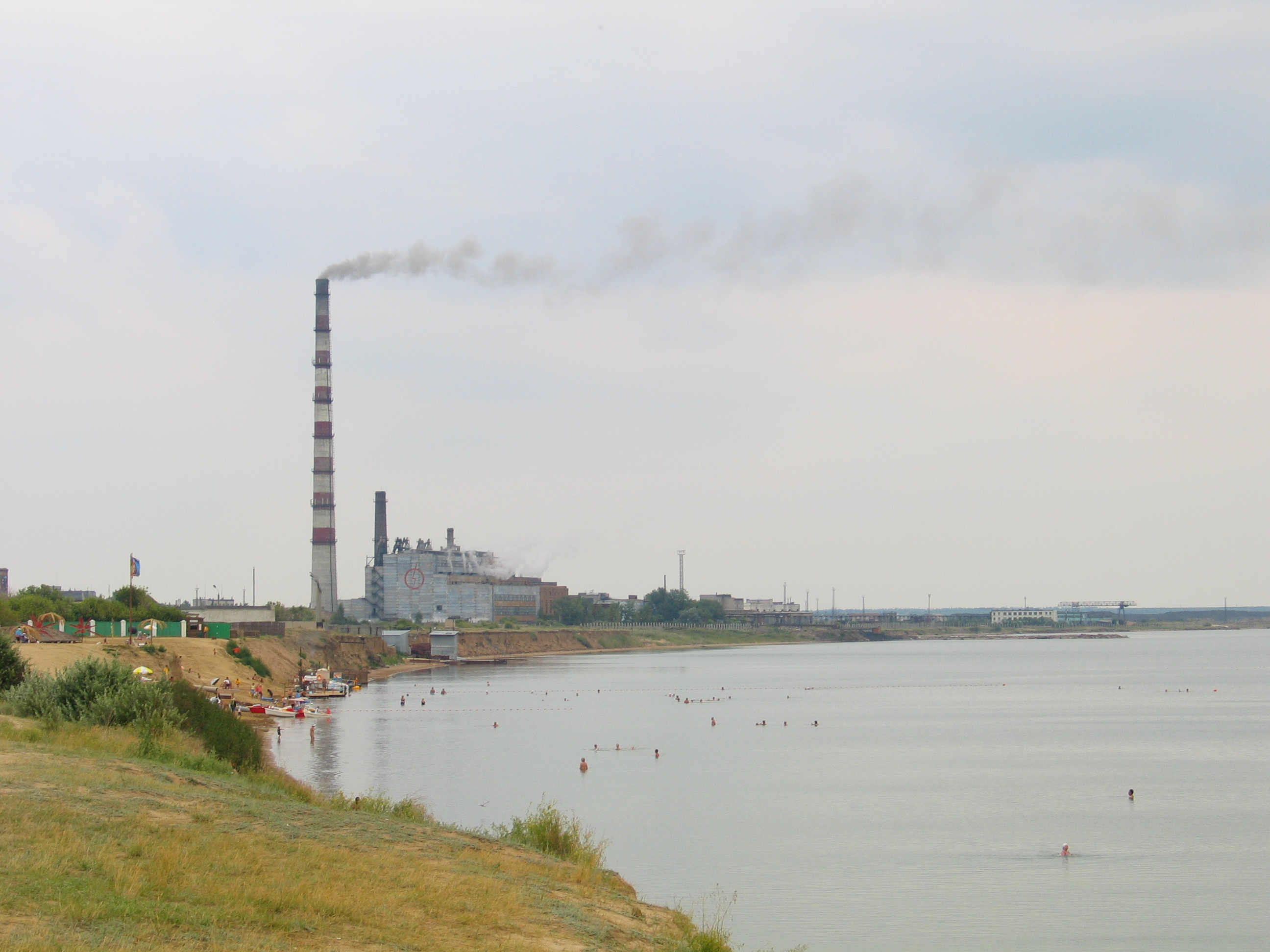
Вид на міський пляж, озеро та завод ВАТ «Алтайхімпром»

Містоутворююче підприємство — ВАТ «Алтайхімпром». На даний момент в стані банкрут, введено конкурсне управління.
Медицина
У місті є унікальна, єдина в Сибіру крайова фізіотерапевтична лікарня «Озеро Ярове» (лікування грязями місцевих озер шкірних, неврологічних, гінекологічних захворювань, захворювань опорно-рухової системи), а також санаторій-профілакторій «Хімік».
Туризм
Після відкриття на березі озера пляжно-розважальних комплексів «Причал 22» і «Причал 42» різко зросла кількість відпочивальників на озері. У літній період населення Ярового збільшується приблизно на п'ять-десять тисяч осіб, це пов'язано з близькістю міста до солоних та прісних озер, вода і бруд яких має оздоровчий ефект. Багато жителів міста здають свої квартири та будинки подобово в літній період. Планується будівництво нових санаторних установ і баз відпочинку.

## Культура
Створений у 1993 комітет з культури об'єднав такі заклади культури: БК «Хімік», БК «Будівельник», дитячу та дорослу бібліотеки, ДШМ, музей історії міста Ярове, центр німецької культури, який здійснює активну діяльність щодо збереження та розвитку традицій культури і мови російських німців. У місті працюють дві кіноустановки, парк культури та відпочинку з атракціонами.
Одна з найкрасивіших будівель у місті — будівля міського будинку культури «Хімік».

## Релігія
- Ксеніє-Покровський монастир
- Церква Бориса та Гліба

## Спорт
У місті розташований муніципальний спорткомплекс «Хімік» з хокейною коробкою та футбольним полем, що є тренувальною базою для місцевого футбольного клубу «Хімік». У центрі міста розташований плавальний басейн «Нептун». Є два боксерських клуби («Ринг» та «Клуб Василя Ботвінова»), два тренажерних зали. При центрі науково-технічної творчості діють секції мотокросу та картингу. У дитячо-юнацькій спортивній школі займається понад 400 дітей. Основні секції: бокс, карате-до, дзюдо, самбо, плавання, футбол, волейбол, оздоровчий фітнес, кульова стрільба, легка атлетика.

## Відомі уродженці
- Геннадій Бачинський (1971–2008) — радіо і телеведучий, продюсер.